# Brdíčkův mlýn
Brdičkův mlýn (Šlakhamr) je vodní mlýn, který stojí na katastrálním území Najdek na Moravě části Šlakhamry obce Hamry nad Sázavou v okrese Žďár nad Sázavou. Jde o bývalý hamr, později přestavěný na mlýn, který dokládá spojení zemědělského statku s mlynářským řemeslem. Mlýn byl zapsán do Ústředního seznamu kulturních památek České republiky.

## Historie
O hamrech v okolí obce Hamry nad Sázavou je zmínka v 15. století. Byly v majetku žďárského kláštera a vyráběly zemědělské, těžební a stavební nástroje a zbraně. Šlakhamer (také Flexlinův hamr) se uvádí v roce 1409, který pravděpodobně založil rychtář z Německého Brodu a hamerník Mikuláš Flexlin. Další písemná zmínka je z roku 1453, kdy opat žďárského kláštera prodává hamr hamerníkovi Hanušovi ze Šlakhamru. V té době hamr zpracovával železnou rudu, která se těžila v okolí a byla zpracována v redukční peci.

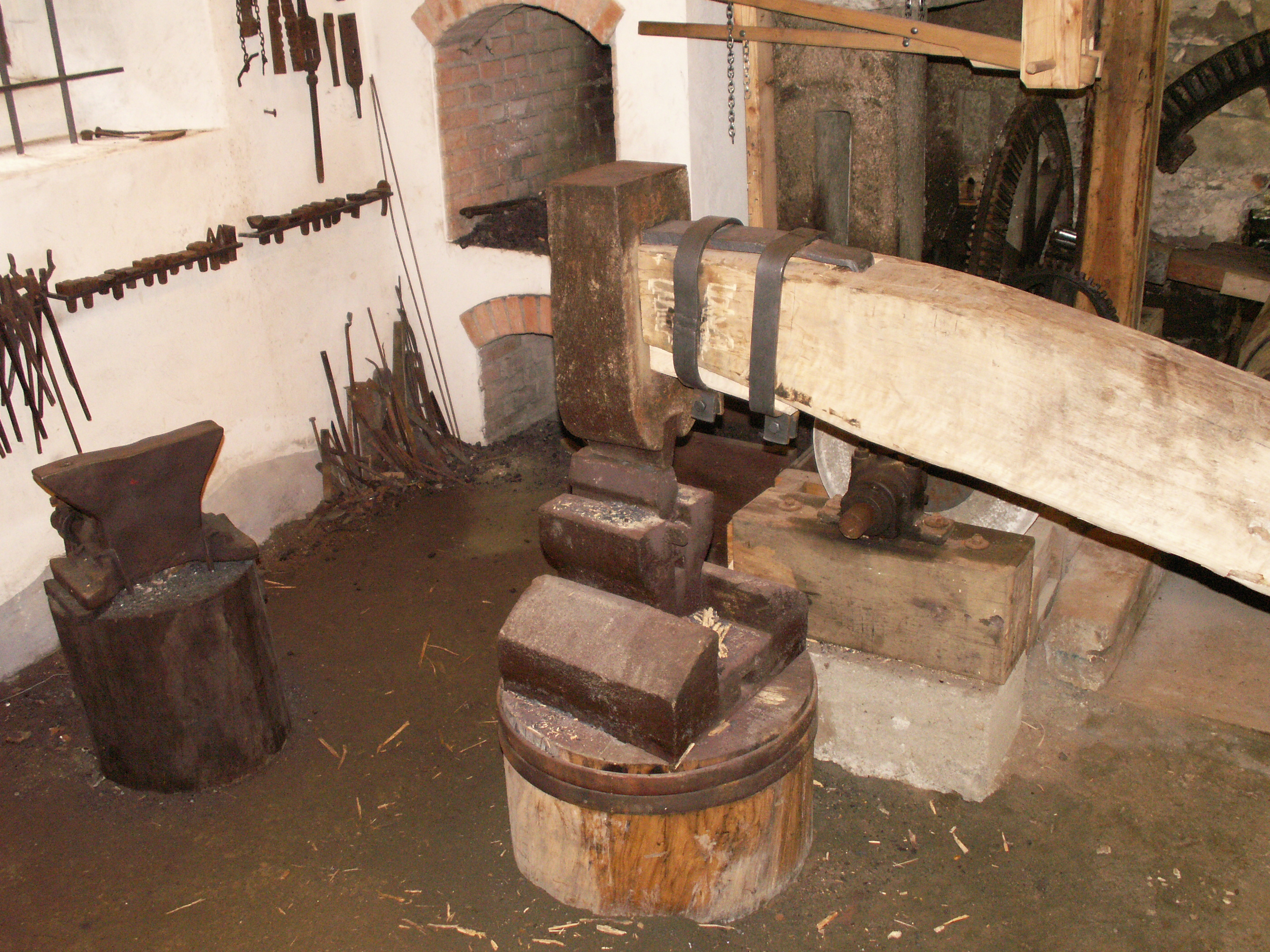
Expozice hamernictví ve Šlakhamru

Hamr pracoval až do 17. století, kdy hamry byly nahrazeny šachtovými pecemi a také železná ruda už měla malou výtěžnost. Hamry byly převážně zrušeny nebo byly přestavěny na obilní mlýn. V roce 1694 převzal grunt s mlýnem Melichar, syn zemřelého Jiřího Šlakhamera. Rod Šlakhamerských vlastnil mlýn až do roku 1811, kdy jej odkoupil Jakub Svoboda. V roce 1930 odkoupil mlýn Jan Brdíčka, který tragicky zemřel před druhou světovou válkou a mlýn přešel do vlastnictví jeho ženy a syna Jana Brdíčka. V době druhé světové války se ve mlýně jen šrotovalo, pohon zajišťoval spalovací stabilní motor Slavia. V roce 1950 pozemky a polnosti převzalo místní jednotné zemědělské družstvo, mlýn zůstal Brdičkům a byl v jejich majetku až do roku 1976, kdy jej odkoupilo Technické muzeum v Brně. Mlýn byl v roce 1977 zapsán do Ústředního seznamu kulturních památek České republiky.
Technické muzeum po odkoupení mlýna nechalo vyrobit vodní kolo na svrchní vodu a začalo uvažovat o zřízení expozice hamernictví s funkčním hamrem. Za tímto účelem bylo zakoupeno zařízení zrušeného hamru Josefa Zíky z Podhůří u Nepomuku. K převezení použitelných částí a instalace hamru došlo až v roce 2000. Po roce 1986 byl proveden ve mlýně a jeho okolí archeologický průzkum, který odhalil pozůstatky činnosti hamru (vrstvy železářské strusky, vrstvu uhlíků a mouru, zasypaný náhon) a doložil jeho lokaci západně od mlýna.
V roce 2011 byla otevřena expozice věnovaná hamernictví, dřevařství a bydlení za posledních majitelů. Jádrem expozice je plně funkční hamerské zařízení, na kterém při speciálních akcích pracují kováři.

## Popis

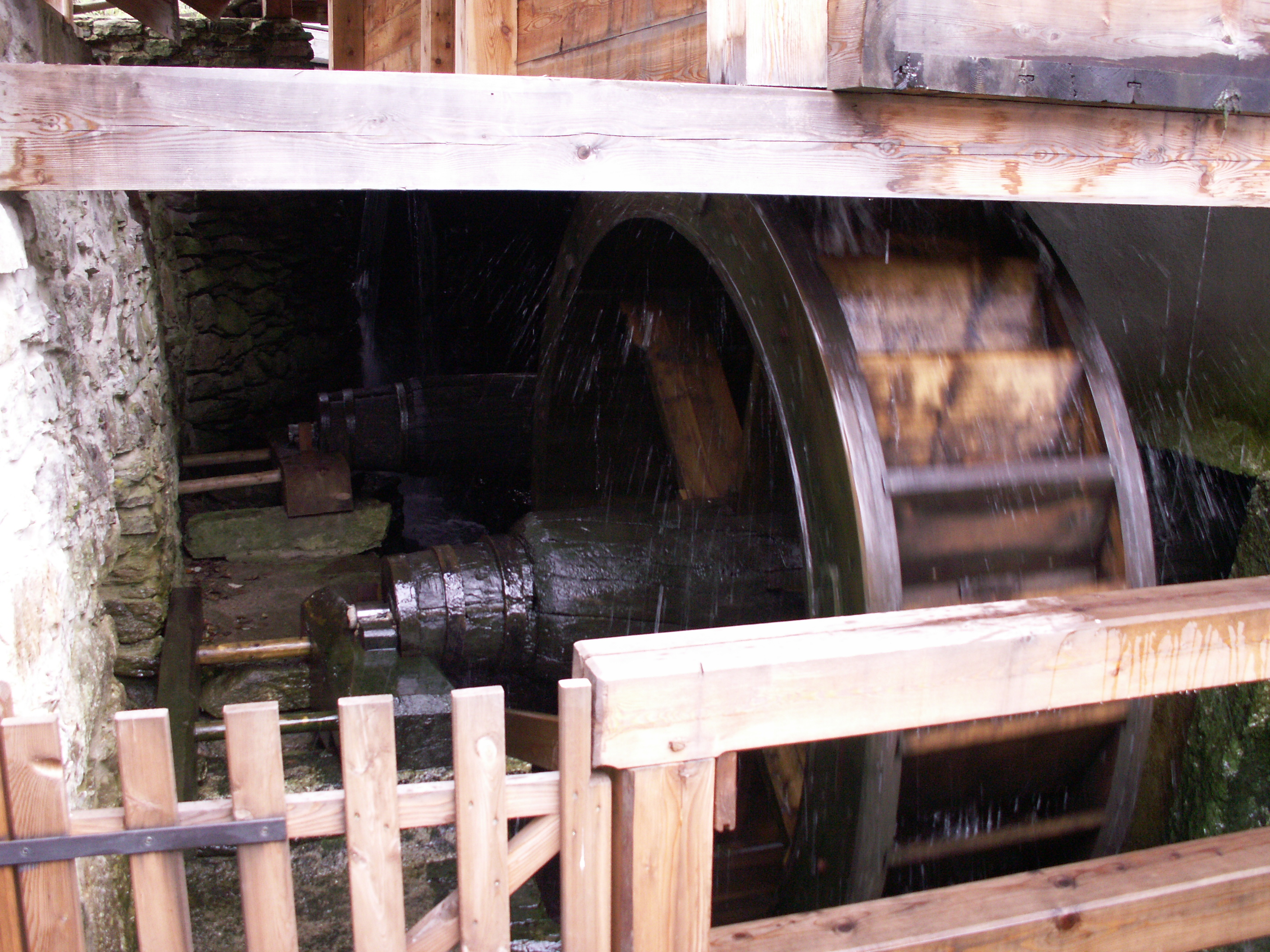
Vodní kolo

Původní vodní mlýn stojí ve výškově členitém terénu v údolí na pravém břehu řeky Sázavy. Je tvořen třemi křídly, která uzavírají obdélný dvůr, dispozičně jejich seskupení vytváří půdorys písmene U. Nejvýraznější je severní budova, která delší stranou přiléhá k mlýnskému náhonu. Celý mlýn má vlastní budovu mlýna, která je rozdělena na část hospodářskou a obytnou s mlýnicí, přístavek pro vodní kolo (lednice) a na jižní straně je zděná hospodářská budova. Celý areál uzavírá na západní straně krytá kolna a na východní straně cihlová zeď.
Hospodářská budova (chlévy a stáje) je zděná z lomového kamene s cihlovou nadezdívkou, postavena na půdorysu obdélníku, je zastřešena sedlovou střechou krytá eternitem, štíty jsou bedněné. Krov střechy je vaznicový se stojatou stolicí vyztužen šikmými vzpěrami ob vazbu.
Otevřená kůlna je dřevěná sloupové konstrukce se zděnou obvodovou zdí z lomového kamene, střecha je sedlová.
Obytná budova s mlýnicí je jedno poschoďová postavena částečně z lomového kamene a cihel na půdorysu obdélníku. Střecha je sedlová s polovalbou krytá šindelem.Krov střechy je vaznicový se stojatou stolicí
Obytná část je na vyvýšeném přízemí, pod kterým je sklep s valenou klenbou. V obytné části je kuchyně, dva pokoje s neckovými klenbami a lunetami a komora. Prostor mlýnice je rozdělen dřevěnou plošinou do dvou úrovní. V mlýnici byly zbytky starého jednostoličného českého složení z období 19. století. Vodní kolo bylo na svrchní vodu.
Vodní náhon je částečně zapuštěný ve skále a je veden podél hlavní budovy na severní straně. V areálu jej kryjí mohutné ploché kameny. V letech 1986–1992 byl prohlouben a jeho stěny zpevněny a byla nainstalována malá vodní elektrárna.
Na přelomu 20. a 21. století byla rekonstruována lednice, která je vyzděna lomovým kamenem a zčásti mohutnými žulovými kvádry. Do ní byly osazeny dvě repliky vodního kola na svrchní vodu zhotovená dle dobové dokumentace z roku 1930 sekerníkem Josefem Kudrnou z Kunžaku. Pohání hamerské kladivo a měchy výhně. Nová vodní kola na svrchní vodu jsou obkročmé konstrukce, věnce kol mají korečkové lopatky spojené s vály šesti rameny na dlab. V roce 1930 byl průtok svrchní vody 0,068 m³/s, spád 3,5 m, výkon kola 5 HP.
K mlýnu patřila zděná budova bělidla západně od areálu mlýna, která je využívána jako rekreační objekt. V budově je sklep s protilehlou valenou klenbou.